# 拟光缘虎耳草
拟光缘虎耳草（学名：Saxifraga nanelloides）为虎耳草科虎耳草属下的一个种。

## 扩展阅读
- 維基物種上的相關：拟光缘虎耳草